# Frank H. Shaw
Pour les articles homonymes, voir Shaw.
Frank Hubert Shaw, né dans le comté du Yorkshire en 1878 et mort en 1960, est un romancier et nouvelliste britannique, auteur de nombreux ouvrages de littérature populaire et de littérature d'enfance et de jeunesse. Il utilise à l'occasion les pseudonymes Archibald Guthrie, Grenville Hammerton, Frank Hubert ou Frank Cleveland.

## Biographie
Il s'engage comme apprenti dans la Royal Navy dès son adolescence. Il sert comme officier pendant la Première Guerre mondiale et atteint le grade de capitaine. Après le conflit, il signe parfois ses œuvres Capitaine Frank H. Shaw.
Dès 1906, il amorce une carrière d'écrivain, abordant divers genres populaires. Écrivain prolifique, plusieurs de ses nouvelles et courts romans sont des ouvrages parus de littérature d'enfance et de jeunesse parus en plusieurs livraisons dans Chums, un magazine spécialisé pour la jeunesse.
Frank H. Shaw signe également pour le grand public des romans de guerre, parfois associés à un récit historique aux accents patriotiques, et de nombreuses intrigues d'aventures, policières et d'espionnage, où s'intègrent à l'occasion des thèmes de science-fiction et de fantasy un peu à la manière des œuvres de Jules Verne ou d'Edgar Allan Poe.
Presque tous ses ouvrages ont pour cadre des ports, des îles ou de lointaines contrées océaniques quand l'action ne se déroulent pas en mer sur de grands vaisseaux. C'est le cas du roman policier Le Paquebot tragique (Atlantic Murder, 1932) où un commandant doit démasquer, à bord de son navire, un meurtrier qui tue ses victimes, pourtant enfermées dans leur cabine, grâce à des « empoisonnements au curare à l'aide de piqûres ».
Avant sa mort survenue en 1960, Frank H. Shaw publie deux livres de mémoires : Life Owes Me Nothing (1948) et Seas of Memory (1958).

## Œuvre

### Romans
- First at the Pole: a Romance of Arctic Adventure (1909)
- A Daughter of the Storm (1909)
- With Jellicoe in the North Sea (1916)
- When Beatty Kept the Seas (1917)
- Treasure Trove of the Southern Seas (1919)
- On Great Waters (1919)
- Secret of the Sargasso Sea (1920)
- In the Frozen South (1923)
- The Kingdom (1926)
- Outlaws of the Air (1927)
- Knocking Around (1927)
- Full Fathom Five: a Book of Famous Shipwrecks (1930)
- Atlantic Murder (1932) Publié en français sous le titre Le Paquebot tragique, Paris, Librairie des Champs-Élysées, coll. « Le Masque » no 149, 1934
- Captain Lash (1935)
- White Sails and Spindrift (1946)
- Exultant Danger (1948)
- Splendour of the Seas (1953)
- Under the Red Ensign (1957)

### Nouvelles

#### SérieThe Wonderful Adventures of Captain Smith of the Astonian Navy
- An Astonian Revengs (1906)
- The Maelström (1906)
- The Basilisk (1906)

#### SérieThe Peril of the Motherland
- The Great War with Russia (1908)
- The Russians Besiege Manchester (1908)
- Manchester Shelled From the Sky (1908)
- Manchester Is Saved (1908)
- The Doom of the Russian Spy (1908)
- The Doom of Birmingham (1908)
- The Battles of York and Sheffield (1908)
- The Capture of London (1908)

#### SérieMystery Ship of the Seven Seas
- In the Matter of a Revolution (1920)
- The Wraith’s Bluff (1920)
- The Governor’s Victim (1920)
- Devil’s Island (1920)
- Monterez’s Treasure (1920)
- The Count of Croyola (1920)
- Throw-Knife Henderson (1920)

#### SérieHighway Adventures Ltd.
- Tried in the Furnace (1925)
- Convict No. 7 -77 (1925)
- Motor Bandits (1925)
- Priceless Percy Intervenes (1925)
- The Besieged House (1925)
- Good Samaritans (1925)
- The Sulyat Ghand Again (1925)
- The International Trophy (1925)

#### SérieAstonishing Daphne Collett
- The Unsuccessful Burglar (1927)
- Brains (1927)

#### SérieSon o’ the Seven Seas
- Master at Eighteen (1928)
- Barratry Jack (1928)
- The Gun-Runners (1928)
- A Brush with Pirates (1928)
- A Cutting-Out Expedition (1928)

#### Autres nouvelles
- An Atlantic Rescue (1907)
- The Boys of the Marion (1907)
- Fog in the Channel: a Descriptive Tale (1907)
- A Fight at the Mast Head (1907)
- For England (1908)
- Attacked by the Formosan Pirates (1908)
- The Bad Egg (1908)
- The Helmswoman (1908)
- The Rescue (1908)
- Lady Wilmington’s Choice (1908)
- A Change of Feeling (1908)
- The Luck of Captain Jones (1908)
- Two Million Pounds in Specie (1908)
- At Grips with a Polar Bear (1908)
- Against the Might of Anarchy (1908)
- Pedro the Muleteer: a South American Story (1908)
- Held by the Sargasso Sea (1908)
- Barraclough, Chief Mate: Hero and Coward (1909)
- The Man with the Ugly Hands (1909)
- The Boatswain of the “Cleomone” (1909)
- Fate’s Jesting (1910)
- Two Moments (1910)
- The Reappearance of Mrs. Mayne (1910)
- The Voyage of the “Bon Accord” (1910)
- At the Old Well (1910)
- The Compact (1910)
- A Soldier of Fortune: How Captain Paul Bremner Was Thrown on the World (1910)
- With His Own Petard (1910)
- Head Clerk at Wilkinson’s (1910)
- His Old Ship (1911)
- The Temptation of Skipper Dennison (1911)
- Turning the Tables (1911)
- The Blackbirder's Legacy (1911)
- No Use to Britain (1911)
- The Amazing Ruby (1911)
- Via Dolorosa (1911)
- Almost a Miss (1911)
- The End of the Chase (1911)
- The Keeper of the Shrine (1911)
- T'chaka's Christmas Carol (1911)
- North of 53: The Woman of Prize Nugget (1911)
- Diamonds and Desperadoes (1911)
- A Wild Honeymoon (1911)
- The House of Soho (1912)
- Against Long Odds (1912)
- Beano the Black (1912)
- The Boys of the “Spindrift” (1912)
- Mr. Seymour’s Settling Down (1912)
- A Sea Mother (1912)
- Sigurd the Hunchback (1912)
- The Awakening of Lorrimer (1912)
- No Good (1912)
- The Sunken Submarine (1912)
- The Unforeseen Contingency (1912)
- When the Wanderer Came Home (1912)
- Through Icy Wastes to Fortune (1912)
- The Swoop of the Eagle (191)
- A Christmas Gift from the Sea (1912)
- Sunstar’s Race (1912)
- Turn About (1913)
- The Treasure of the “Clangrant” (1913)
- The Kingdom of Strife (1913)
- The Sea Decides (1913)
- Seymour of the “Screw-Guns” (1913)
- Salvage Bound (1913)
- Lion’s Teeth and Eagle’s Claws (1913)
- Marine Strategy (1914)
- Sons of the Sea (1914)
- His Climb to Windward (1914)
- A Peewit’s Peril (1914)
- A Deal in Derelicts (1914)
- Captain of the Hour (1914)
- His Roving Commission (1914)
- The Overruling Sea (1914)
- The Lion’s Whelps (1914)
- How Dorman Showed Grateful (1914)
- Out of the Reckoning (1915)
- Blackhand’s Treasure (1915)
- A Middy’s Sick Leave (1915)
- The Hornets of Horn Reef (1916)
- The Governer of Munduchun (1917)
- Old Miffin (1917)
- Hounds of the Sea! (1917)
- A Wild Honeymoon (1917)
- Captain Quixote: Hamer’s Chance (1917)
- Because of Sudbury (1917)
- The Colonel’s Christmas Present (1917)
- Until the Dawn (1918)
- Keepers of the Seas (1918)
- Forbidden Dreams (1918)
- Concerning Lady Halliday (1919)
- The Rules of the Game (1919)
- Elemental Justice (1919)
- The First Mate (1919)
- The Last Shot (1919)
- The Dutchman (1919)
- Through the Weather Rail (1919)
- Only a Hunchback (1919)
- Left-Handed Larry (1920)
- The Brand of Mystery (1920)
- The Out-of-Dates (1920)
- The Sailorman’s Creed (1920)
- The Final Effort (1920)
- Over the Side (1920)
- In Spite of Himself (1920)
- Two Months of Freedom (1920)
- The Clanging Door (1920)
- The Theft of the Kalthumpian (1920)
- The Face in the Fog', (1920)
- Under the Cable (1920)
- The Man Who Owned the World (1920)
- Out of the Whispering Jungle (1920)
- Beyond Man’s Rosiest Dreams (1920)
- Off the Old Block (1920)
- The Luck of Turner’s Strike (1920)
- In Justice to the Derelict (1920)
- What the Prairie Dawn Revealed (1920)
- A Bringer of Good Will (1920)
- Treachery in Virgin Timber (1921)
- The Broken Oath (1921)
- The Bucentaur’s Stowaway (1921)
- Salvage Beyond Price (1921)
- Grant’s Gratitude (1921)
- Broken Shackles (1921)
- Madcap’s Island (1921)
- The Child of Eric Longstone (1921)
- East and West (1921)
- The King of Spades (1921)
- Cross Tides (1921)
- The Taking of Black Jake Webley (1921)
- Fiona, of Glen Macrae (1921)
- The Fourth Finger of Li Chan Suey (1922)
- The Yacht Adventure (1922)
- The Dude (1922)
- The Ship Remembers (1922)
- The Ultimate Peak (1922)
- The Menace (1922)
- Mansfield’s Salvage (1922)
- The Bridge of Destiny (1922)
- Bingham’s Conversion (1922)
- Princess Wonderful (1922)
- The Island of Pearls (1922)
- Weatherbound (1922)
- A Glutton for Adventure (1922)
- Fortunes Adrift (1922)
- A Debt Repaid (1922)
- The Steamboat Man (1923)
- The New Chief Mate (1923)
- The Power to Hate (1923)
- A Deep-Sea Stick-Up (1923)
- The Passage of the Blankhorn (1923)
- The House of Death (1923)
- Rogues Afloat (1923)
- When the Sea Laughed (1923)
- The Ship Killer (1923)
- The Sea’s Judgment (1923)
- Jewels of the Plinlimmon (1923)
- The Goal of Heart’s Desire (1923)
- Bread and Salt (1923)
- The Old Hooker Knew (1923)
- Waves of Destiny (1923)
- Who Robs the Sea (1923)
- A Chosen Instrument (1923)
- Captain Nasmyth’s Salvage (1923)
- A Bit of All Wrong (1923)
- The Whitest Man in Manchuria (1923)
- Kinross—Abroad and at Home (1923)
- Pybus’s Pay-day (1923)
- The Young Skipper’s Fight (1923)
- Pirates of the Mystic Sea (1923)
- Captain Cullum’s Vengeance (1923)
- Ginger’s Christmas Present (1923)
- When the Sea Rose Up (1923)
- Sir Edmund the Bull (1923)
- Two Million (1924)
- A Seventh Child (1924)
- His Crownship (1924)
- The Wholesale Looting of Monte Carlo (1924)
- Highways and Hedges (1924)
- The Tzervian Treaty (1924)
- Craddock’s Christmas Cruise (1924)
- The Red Deluge (1925)
- The Ultimate Throw (1925)
- The Penalty of Ambition (1925)
- The Moving Finger (1925)
- The Pioneer’s Passenger (1926)
- Charles (1926)
- A Star in the East (1926)
- The Fourth Angle (1926)
- In Search of Honesty (1926)
- His Father’s Business (1926)
- The Redemption of Herbert Montrose (1926)
- Thicker Than Water (1926)
- The Chief of the “Golden Hope” (1927)
- Two Million in Loot (1927)
- Because We Loved Him (1927)
- The Ship that Tried to Be Honest (1927)
- The “Colston’s” Record Run (1927)
- A Stormy Petrel (1927)
- Dead-Easy (1927)
- Nifty, Limited (1927)
- The Biggest Man on Board (1927)
- As God Made Them (1927)
- The Dream and the Reality (1927)
- The Hoodoo Ship (1927)
- All Those Who Trust the Sea (1927)
- Liner Men (1927)
- The Rustle of White Wings (1927)
- How Christmas Came to Waikamo (1927)
- Captain Leslie’s Christmas Eve (1928)
- Ocean’s Healing (1928)
- Friday Ship (1928)
- The Shadowy Hand (1928)
- The Trail of Rapture (1928)
- The Ancient Game (1928)
- Command (1928)
- Lives of Men (1928)
- Master of Ships (1928)
- Useless (1928)
- A Knight in Shining Armour (1928)
- Nocturne: Broadway (1928)
- Otto Graustock (1929)
- At the Opening Lotus (1929)
- The Land of Paddy West (1929)
- S.O.S. (1929)
- Yellow Cargo (1929)
- Greek Meets Greek (1929)
- Qualities of Command (1929)
- Torpedo! (1929)
- The Last Windjammer (1929)
- Samson (1929)
- Lunch for Two (1929)
- Mademoiselle Incognita (1929)
- Decks of Doom (1929)
- Master of the Tables (1929)
- The Moderns (1929)
- Lonely on Mount Olympus (1930)
- Fingers of the Wind (1930)
- Goring, of the “Royal” (1930)
- The Missing Pistol (1930)
- Penance (1930)
- A Shanghaied Skipper (1930)
- Master of “The Flower” (1930)
- The Age to Retire (1930)
- The Power of Command (1930)
- The Man Who Couldn’t Die ( 1930)
- Championship Style (1930)
- The Rôle of Rosabella (1930)
- Tired Men (1930)
- Two for One (1930)
- The Ring of Chiam See Gong (1930)
- The Gilded Swan (1930)
- Cannibal Gold (1930)
- Tourist-Third (1930)
- Evening—and Dawn (1930)
- Hostage (1930)
- Devil’s Cargo (1930)
- The Surgeon’s Knife (1930)
- Sir (1931)
- A Dinner-Jacket and a Passport (1931)
- Shanghaied Consul (1931)
- Nemesis (1931)
- Brethren All (1931)
- Atlantic Vikings (1931)
- The Fifth Point (1931)
- Established in Strength (1931)
- The Air Musketeers (1931)
- The Temple of Terror (1931)
- The Thumbprint of Chai How See (1932)
- Salvage (1932)
- The Man Who Was Collifex (1932)
- Human Interest (1932)
- “Tubbs” Sahib and Lalhor Serang (1932)
- Cappy Hicks (1933)
- Temptation at Santa Cruz (1933)
- Barraclough: Chief Mate (1933)
- Gilt-Edged (1933)
- In the Interests of the Company (1933)
- Bottle of Whisky (1933)
- Tum de-diddlety-tum Tum-Tum (1933)
- Good Crew! (1934)
- Probert’s Pay-Day (1934)
- Brotherhood’s Bondage (1934)
- Makers of History (1934)
- The Last Ship (1934)
- The Fighters (1934)
- Superstition (1934)
- Ambition (1934)
- The Otter (1934)
- Channel Pickings (1935)
- Ocean Flight (1935)
- Saga of a Steamboat King (1937)
- The Escape (1937)
- Night Call (1937)
- Here Comes the Boss (1938)
- On the Dodge (1938)
- Traitor No.1 (1938)
- One Way Trail (1938)
- A Form Hold on Life (1940)
- One Bad Turn (1945)
- Ancient Stowaway (1948)
- One Having Authority (1951)
- Last Laugh (1952)

#### Nouvelles signées Archibald Guthrie

##### SérieMaster Diver
- The Master Diver (1908)
- The Secret of the San Fernando (1908)
- The Haunted Estuary (1908)
- The Sunken Battleship (1908)
- The Pearl Diver's Doom (1908)

##### Autres nouvelles
- Too Old (1908)
- A Nod of Death (1908)
- Kidnapping by Brigands (1908)
- The Bugle Call (1908)
- Under the Yellow Flag (1908)
- Redskin and Settler (1908)
- The Airship Rivals: A Race for Ten Thousand Sovereigns (1908)
- The Unforeseen Contingency (1910)
- Captain Barney’s Blindness (1927)

#### Nouvelles signées Grenville Hammerton
- An Angel (?) Unawares (1907)
- Bread on the Waters (1907)
- Across Russian Snows: A Thrilling Romance of Siberia (1907)
- Two Good Turns and a Third (1908)
- In the Death Pit (1908)
- Attacked by Terrorists: A Grand Long Complete Yarnof the Russian Snows (1908)
- The Debt of the Chief’s Son (1908)
- In the Whirl of Anarchy (1908)
- Scuttled and Saved (1908)
- Hoist with His Own Petard (1908)
- In the Clutch of the Weir (1908)
- The Pirate Ship (1908)
- ’Mid Flashing Assegais (1908)
- To Save the King (1908)
- The Horror of the Underseas (1908)
- The Queen with a Heart of Ice (1909)
- A Pious Fraud (1909)
- A Box at the Glow-Worm Theatre (1910)
- The League of the Watching Eye, No. IV: The Only Son of His Mother (1910)
- “Monsieur de France” (1910)
- The League of the Watching Eye, No. V: The Shadow of the Upas (1910)
- Burbage the Gold Seeker (1910)
- A Race for Christmas (1910)
- The Silent Avenger (1911)
- Highways & Hedges (1911)
- To Bear a Warning (1912)
- The Ghost of the “Termagent” (1913)
- An Enemy of the Firm (1921)
- Quits! (1922)
- Sebastian the Hunchback (1923)
- Shanghaied (1924)
- Lives of Men (1925)
- Be Prepared! (1925)
- The Vengeance of the Derelict (1926)
- The Thirtieth Piece of Silver (1927)
- Manoel, the Patriot (1928)

#### Nouvelles signées Frank Hubert
- A Useless Sacrifice (1906)
- Lootah and the Gods (1907)
- The Missing President (1907)
- In Search of a Hidden Mine (1908)
- The Test (1908)
- The Widow’s Mite (1908)
- Brownborough’s “Mr. Edward” (1908)
- A Grain of Mustard Seed (1909)
- The Light of the East (1909)
- The Carven Bow (1910)
- The Lost V.C. (1910)
- The Mystery Woman (1910)
- Besieged by Sea Monsters (1911)
- His Other Kingdom (1911)
- The Greater Way (1912)
- The Mother’s Way (1913)
- Long Odds (1916)
- The Hidden Thing (1917)
- The Taumoheta Pearl (1922)
- On the Other Side (1922)
- Accounts Squared (1924)
- Slow Purchase (1925)
- Memory’s Garden (1926)
- Something Hidden (1926)
- Crawford’s Salvation (1927)

### Autres publications
- The Sea and Its Story from Viking Ship to Sumarine (1910)
- Heroes of the Polar Wastes (1928)
- The Last Windjammer (1929)
- Prohibition as I Saw (1930)
- Stiring Deeds of Britain's Naval Might (1940)
- The Merchant Navy at War (1943)
- Odysseys and Oddities (1948)
- Flag of the Seven Seas: the Story of the British Merchant Navy (1953)
- Epic Navals Fights (1955)

### Mémoires
- Life Owes Me Nothing (1948)
- Seas of Memory (1958)